# SC Thunerstern Rollhockey

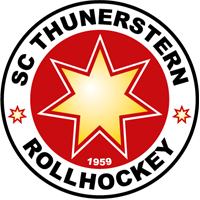

Il Thunerstern Rollhockey è un club di hockey su pista avente sede a Thun in Svizzera.

## Palmarès

### Titoli nazionali
- Campionato svizzero: 8
  - 1979-80, 1977-88, 1988-89, 1989-90, 1990-91, 1993-94, 2000-01, 2004-05
- Coppa di Svizzera: 7
  - 1986, 1989, 1994, 1997, 1998, 2001, 2006